# 스레바르나 자연보호지역

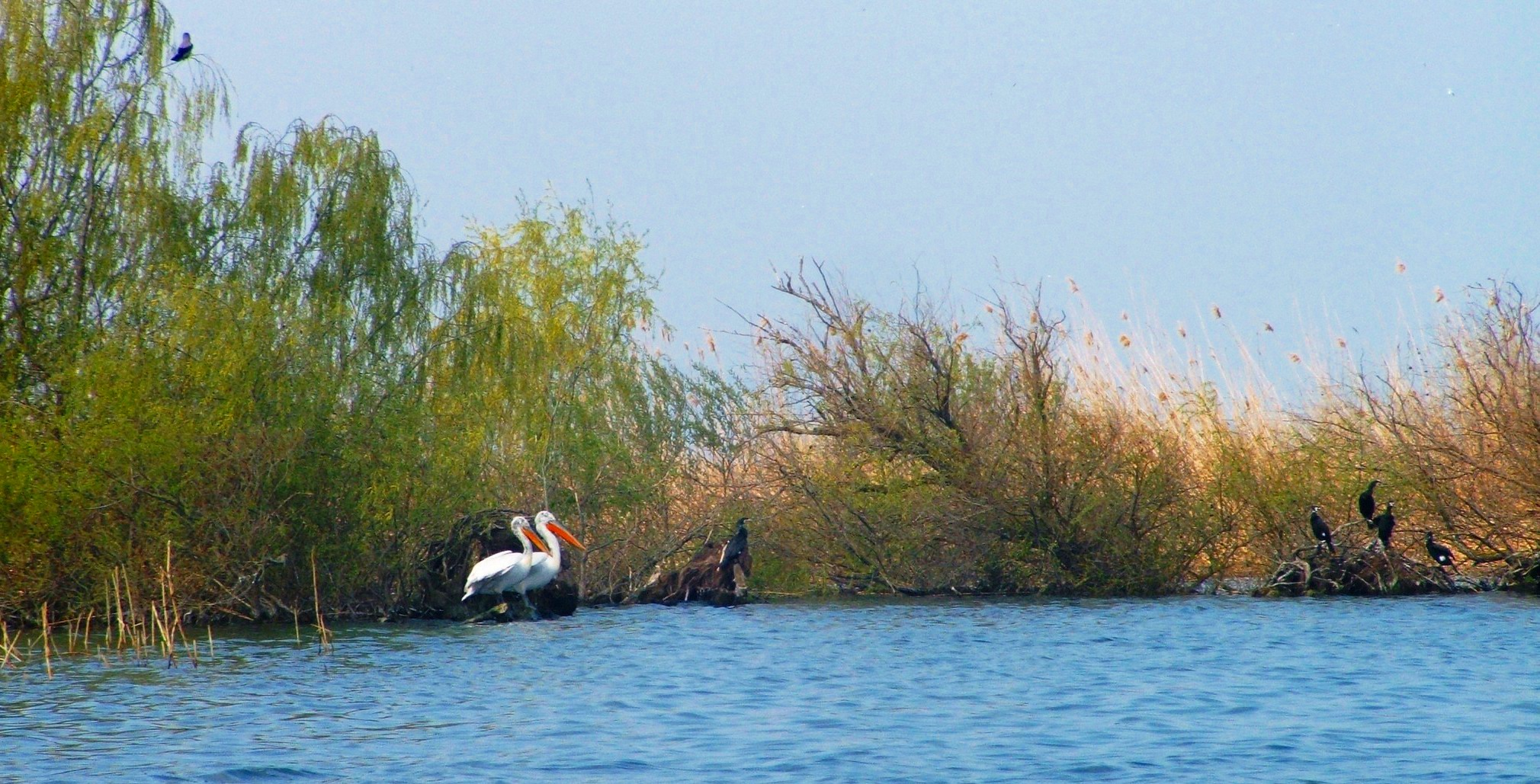
스레바르나호

스레바르나 자연보호지역(Srebarna Nature Reserve, 불가리아어: Природен резерват Сребърна)은 불가리아 북동부의 천연보호구역으로, 실리스트라에서 서쪽으로 18킬로미터, 다뉴브강에서 남쪽으로 2킬로미터 떨어진 동명의 마을 주변에 위치해 있다.
면적은 6 제곱킬로미터에 달하며 완충지대의 면적은 5.4 제곱킬로미터이다. 이 호수의 심도는 1~3미터로 다양하다. 이 지역에 사는 종이 모여있는 박물관이 위치해 있다.